# La Chartreuse de Parme (film)
Pour les articles homonymes, voir La Chartreuse de Parme (homonymie).
Pour plus de détails, voir Fiche technique et Distribution.
La Chartreuse de Parme est un film français, de coproduction franco-italienne, réalisé par Christian-Jaque, sorti en 1948, adaptation du roman de Stendhal, La Chartreuse de Parme.

## Synopsis
Le roman de Stendhal est adapté et vu au travers de ses personnages principaux : Fabrice del Dongo, don Juan impénitent, tombe amoureux de Clelia Conti, alors que sa tante et protectrice, la Duchesse Sanseverina, brûle d'amour pour lui. Ernest IV, monarque fou, mène la danse, aidé par le sinistre Rassi qui complote aussi.

## Autour du film
Dès la mise en chantier du film, l'écrivain Henri Martineau, grand promoteur de Stendhal, s'insurge avec une extrême virulence contre la portée à l'écran de cette œuvre, parlant de « haute trahison ». Le film fait l'impasse sur le début du roman et la bataille de Waterloo. Le film qui a un immense succès fait connaître au grand public Stendhal et Gérard Philipe. Ce dernier qui a refusé de se faire doubler, en particulier dans la scène de la fuite, termine le film épuisé.

## Fiche technique
- Titre français : La Chartreuse de Parme
- Titre italien : La Certosa di Parma
- Réalisation : Christian-Jaque
- Scénario : Christian-Jaque, Pierre Jarry, Pierre Very d'après le roman de Stendhal
- Décors : Jean d'Eaubonne
- Costumes : Georges Annenkov
- Musique : Renzo Rossellini
- Photographie : Nicolas Hayer
- Montage : Jacques Desagneaux, Giulia Fontana, Le Jeune Raymonde
- Son : Jacques Lebreton
- Production : Les films André Paulvé, Scalera Film
- Pays d'origine :  France /  Italie
- Format : Noir et blanc - 1,37:1 - 35 mm - Son mono
- Genre : Drame romantique
- Durée : 170 minutes
- Dates de sorties :   
  - Italie : 21 février 1948
  - France : 21 mai 1948

## Distribution
- Gérard Philipe : Fabrice del Dongo
- Renée Faure : Clélia Conti
- Maria Casarès : la duchesse Sanseverina
- Louis Salou : le prince Ernest IV
- Louis Seigner : Grillo
- Tullio Carminati (VF : Jean Marchat) : le comte Mosca
- Lucien Coëdel : Rassi
- Enrico Glori : Gilletti
- Aldo Silvani (VF : Jacques Berlioz) : le général Conti
- Attilio Dottesio (VF : Pierre Asso) : Ferrante Palla
- Claudio Gora (VF : Michel Gudin) : le marquis Crescenzi
- Maria Michi : Marietta
- Nerio Bernardi (VF : Fernand Rauzena) : le mari de Fausta
- Dina Romano (VF : Germaine Kerjean) : Manamaccia
- Mario Gallina (VF : Alfred Argus) : l'aubergiste